# Grentzingen
Grentzingen (deutsch Grenzingen) ist eine französische Gemeinde mit 529 Einwohnern (Stand: 1. Januar 2020) im Département Haut-Rhin in der Region Grand Est. Sie gehörte zum Arrondissement Altkirch.
Der Erlass vom 17. Dezember 2015 legte mit Wirkung zum 1. Januar 2016 die Eingliederung von Grentzingen als Commune déléguée zusammen mit den früheren Gemeinden Oberdorf und Henflingen zur neuen Commune nouvelle Illtal fest.

## Geografie
Grentzingen liegt im Sundgau im Süden des Départements, etwa acht Kilometer südöstlich von Altkirch und etwa 21 Kilometer südsüdwestlich von Mülhausen entfernt. Die Ill, ein Nebenfluss des Rheins, durchquert das Ortsgebiet von Südost nach Nordwest.
Der Ort liegt im lössbedeckten Sundgauer Tertiärhügelland, im Bereich der pliozän-altpleistozänen Sundgauschotter.
Umgeben wird Grentzingen von den Nachbargemeinden und den Communes déléguées:
| Bettendorf | Henflingen (Commune déléguée)               | Willer                      |
| Ruederbach | Kompassrose, die auf Nachbargemeinden zeigt | Oberdorf (Commune déléguée) |
| Feldbach   | Riespach                                    |                             |

## Geschichte
Die erste Erwähnung des Dorfes erfolgt im Jahr 1243 in einer Schenkungsurkunde an das Kloster Bellelay, deren Zeuge ein Mann namens Walter, Krieger von Grentzingen, war. Die Ortsnamenendung -ingen deutet auf eine frühe Besiedlung zur Zeit der alemannischen Landnahme hin. Bis 1324 gehörte der Ort zur Grafschaft Pfirt und gelangte dann mit der Heirat der Johanna von Pfirt und Albrecht II. von Österreich an Habsburg. Im Westfälischen Frieden 1648 kam Grenzingen mit dem ganzen elsässischen Besitz der Habsburger an die französische Krone. 1871 bis 1918 gehörte es zum Reichsland Elsaß-Lothringen. Das Priorat Sankt Morand in Altkirch besaß hier einen Dinghof. Noch Mitte 19. Jahrhundert waren Mauerreste auf der linken Ill-Seite zu sehen, was die überlieferte Angabe stützt, dass das Dorf ursprünglich auf dieser Seite lag.  

## Bevölkerungsentwicklung

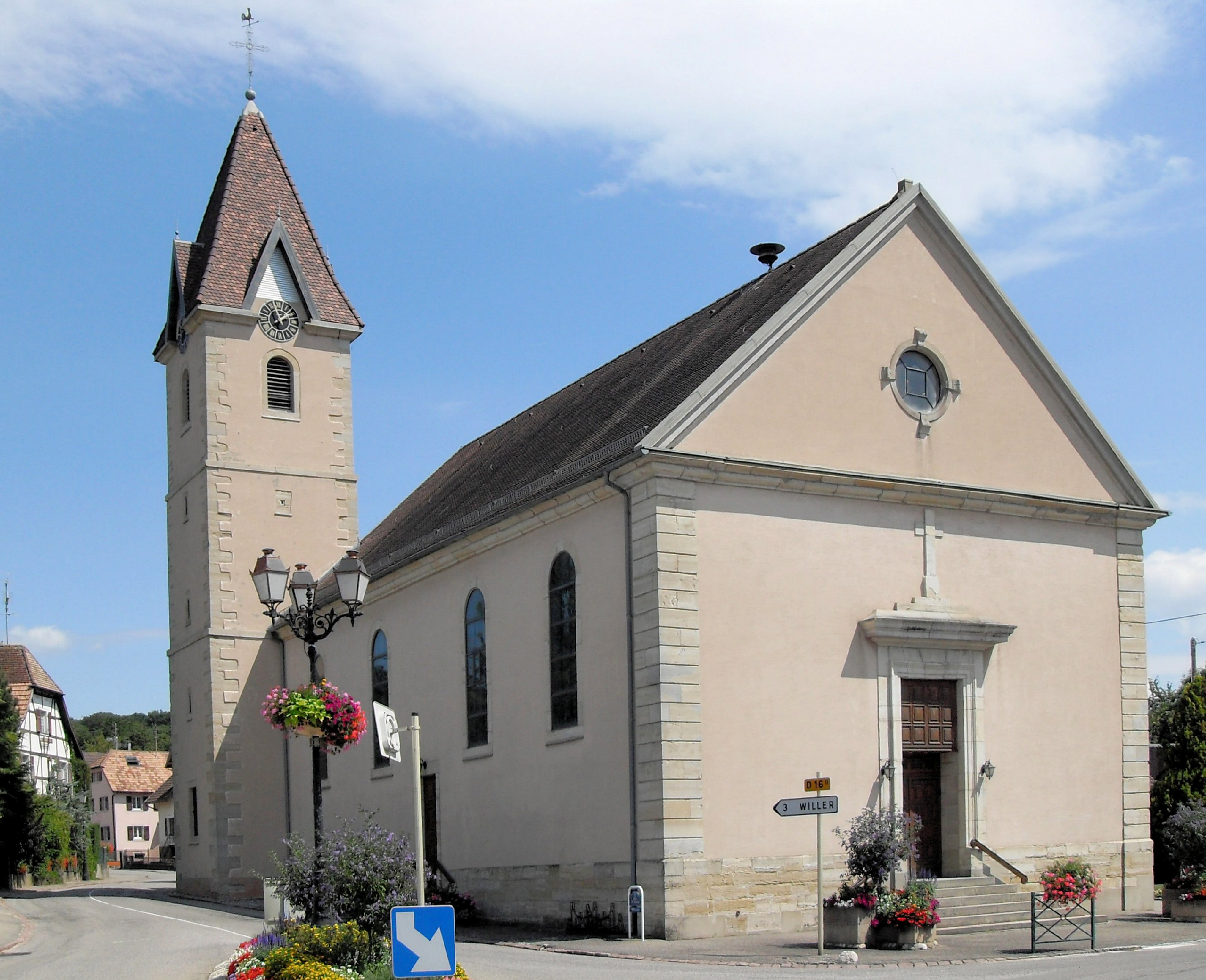
Kirche Saint-Martin

| Grentzingen: Einwohnerzahlen von 1793 bis 2020                                                                             | Grentzingen: Einwohnerzahlen von 1793 bis 2020 | Grentzingen: Einwohnerzahlen von 1793 bis 2020 | Grentzingen: Einwohnerzahlen von 1793 bis 2020 | Grentzingen: Einwohnerzahlen von 1793 bis 2020 |
| --- | ---------------------------------------------- | ---------------------------------------------- | ---------------------------------------------- | ---------------------------------------------- |
| Jahr |                                                |                                                |                                                | Einwohner                                      |
| 1793 | 1793                                           |                                                | 550                                            | 550                                            |
| 1800 | 1800                                           |                                                | 583                                            | 583                                            |
| 1806 | 1806                                           |                                                | 567                                            | 567                                            |
| 1821 | 1821                                           |                                                | 596                                            | 596                                            |
| 1831 | 1831                                           |                                                | 716                                            | 716                                            |
| 1836 | 1836                                           |                                                | 715                                            | 715                                            |
| 1841 | 1841                                           |                                                | 655                                            | 655                                            |
| 1846 | 1846                                           |                                                | 710                                            | 710                                            |
| 1851 | 1851                                           |                                                | 682                                            | 682                                            |
| 1856 | 1856                                           |                                                | 622                                            | 622                                            |
| 1861 | 1861                                           |                                                | 636                                            | 636                                            |
| 1866 | 1866                                           |                                                | 647                                            | 647                                            |
| 1872 | 1872                                           |                                                | 618                                            | 618                                            |
| 1876 | 1876                                           |                                                | 580                                            | 580                                            |
| 1881 | 1881                                           |                                                | 548                                            | 548                                            |
| 1886 | 1886                                           |                                                | 525                                            | 525                                            |
| 1891 | 1891                                           |                                                | 545                                            | 545                                            |
| 1896 | 1896                                           |                                                | 509                                            | 509                                            |
| 1901 | 1901                                           |                                                | 504                                            | 504                                            |
| 1906 | 1906                                           |                                                | 520                                            | 520                                            |
| 1911 | 1911                                           |                                                | 532                                            | 532                                            |
| 1921 | 1921                                           |                                                | 511                                            | 511                                            |
| 1926 | 1926                                           |                                                | 524                                            | 524                                            |
| 1931 | 1931                                           |                                                | 497                                            | 497                                            |
| 1936 | 1936                                           |                                                | 470                                            | 470                                            |
| 1946 | 1946                                           |                                                | 445                                            | 445                                            |
| 1954 | 1954                                           |                                                | 499                                            | 499                                            |
| 1962 | 1962                                           |                                                | 517                                            | 517                                            |
| 1968 | 1968                                           |                                                | 512                                            | 512                                            |
| 1975 | 1975                                           |                                                | 497                                            | 497                                            |
| 1982 | 1982                                           |                                                | 501                                            | 501                                            |
| 1990 | 1990                                           |                                                | 515                                            | 515                                            |
| 1999 | 1999                                           |                                                | 529                                            | 529                                            |
| 2006 | 2006                                           |                                                | 552                                            | 552                                            |
| 2013 | 2013                                           |                                                | 553                                            | 553                                            |
| 2020 | 2020                                           |                                                | 529                                            | 529                                            |
| Quelle(n): EHESS/Cassini bis 1999, INSEE ab 2006 Anmerkung(en): Ab 1962 offizielle Zahlen ohne Einwohner mit Zweitwohnsitz |                                                |                                                |                                                |                                                |

## Sehenswürdigkeiten
Die ehemalige Kirche Saint-Martin befand sich in der Nähe der Ill. Sie war die Pfarrkirche der Dörfer Grentzingen, Henflingen, Oberdorf und Waldighoffen. Sie ist seit 1286 bezeugt, ihr Ursprung jedoch sicherlich älter. Nach langen Verzögerungen wurde beschlossen, den Wiederaufbau an einem nicht überschwemmungsgefährdeten Ort innerhalb des Dorfes durchzuführen. Der Bau des heutigen Gebäudes begann 1782 (Datum in der südwestlichen Mauerecke eingraviert) und wurde 1784 abgeschlossen. Die Weihe der Kirche fand am Martinstag, 11. November 1784, statt.
Eine ehemalige Ölmühle mit Bauernhof befindet sich an der Rue Principale 33. Das Haus aus dem 19. Jahrhundert wurde 1948 umgebaut. Hinter dem Wirtschaftsgebäude befindet sich die Ölmühle. Sie stammt aus dem dritten Viertel des 19. Jahrhunderts und war bis 1932 in Betrieb. Die gesamte Anlage ist erhalten geblieben: der Rapsbrecher, der Mühlstein, der Ofen zum Erhitzen des zerkleinerten Rapses und die Rapspresse. Die gesamte Anlage wurde bis 1927 mit tierischer Energie (Pferd), dann mit elektrischer Energie betrieben.
Zahlreiche gut erhaltene Fachwerkbauten, die meisten aus dem 18. und 19. Jahrhundert, sind in Stockwerkbauweise erstellt, bei der Stockwerk für Stockwerk abgezimmert wurde. In der altertümlicheren Ständerbauweise erbaut, befinden sich drei Häuser an der Rue de Willer Nr. 16, 21, 31. Die meisten Häuser sind giebelständig zur Straße angeordnet und mit Krüppelwalm versehen. An der Hauptstraße ist auffällig, dass nur die Häuser auf der nördlichen, wetterexponierten Seite ein Wetterdächlein am Giebel besitzen. Die jüngeren Fachwerkbauten zeichnen sich durch ein regelmäßiges, auf Symmetrie bedachtes Fachwerk aus.  